# Liste der Bodendenkmäler in Stammham (am Inn)
Auf dieser Seite sind die Bodendenkmäler in der oberbayerischen Gemeinde Stammham zusammengestellt. Diese Tabelle ist eine Teilliste der Liste der Bodendenkmäler in Bayern. Grundlage ist die Bayerische Denkmalliste, die auf Basis des Bayerischen Denkmalschutzgesetzes vom 1. Oktober 1973 erstmals erstellt wurde und seither durch das Bayerische Landesamt für Denkmalpflege geführt wird. Die folgenden Angaben ersetzen nicht die rechtsverbindliche Auskunft der Denkmalschutzbehörde.

## Bodendenkmäler der Gemeinde

### Bodendenkmäler in der Gemarkung Stammham
| Lage                                | Objekt | Akten-Nr.     | Bild                                                          |
| ----------------------------------- | --- | ------------- | ------------------------------------------------------------- |
| Stammham (Standort)                 | Straße der römischen Kaiserzeit (Teilstück der Trasse Augsburg-Wels). Siehe auch: Römische Kaiserzeit                             | D-1-7743-0012 |                                                               |
| Stammham (Standort)                 | Reihengräberfeld des frühen Mittelalters. Siehe auch: Reihengrab, Mittelalter                                                     | D-1-7743-0015 |                                                               |
| Stammham (Standort)                 | Reihengräberfeld des frühen Mittelalters.                                                                                         | D-1-7743-0016 |                                                               |
| Stammham (Standort)                 | Körpergräber vor- und frühgeschichtlicher Zeitstellung. Siehe auch: Körpergrab                                                    | D-1-7743-0017 |                                                               |
| Stammham (Standort)                 | Siedlung vor- und frühgeschichtlicher Zeitstellung.                                                                               | D-1-7743-0034 |                                                               |
| Stammham (Standort)                 | Siedlung vor- und frühgeschichtlicher Zeitstellung.                                                                               | D-1-7743-0049 |                                                               |
| Stammham Kirchenstraße 1 (Standort) | Untertägige spätmittelalterliche und frühneuzeitliche Befunde im Bereich der Katholischen Pfarrkirche St. Laurentius in Stammham. | D-1-7743-0052 | Untertägige spätmittelalterliche und frühneuzeitliche Befunde |